# سی‌اچ‌۲ام
سی‌اچ۲ام (انگلیسی: CH2M) یا سی‌اچ‌توام، شرکت مهندسی آمریکایی بود، که در زمینه طراحی و ساخت انواع ساختمان‌ها و تأسیسات، ارائه خدمات مشاوره و مدیریت پروژه فعالیت می‌کرد. این شرکت در سال ۱۹۴۶ توسط فرد مری‌فید؛ استاد دانشگاه ایالتی اورگن و با مشارکت ۳ نفر از شاگردان وی، در شهر انگلوود، کلرادو تأسیس شد. شرکت سی‌اچ‌توام در سال ۲۰۱۷ در پی خریداری توسط گروه مهندسی جیکوبس، منحل گردید.